# 松田元 (実業家)
松田 元（まつだ げん、1984年2月11日 - ）は、投資家であり、日本のレジリエンス経営研究者、教育者、株式会社オウケイウェイヴ元代表取締役社長、ビート・ホールディングス・リミテッド元取締役会議長最高経営責任者CEO、ピクセルカンパニーズ株式会社 取締役、GFA株式会社代表取締役。

## 略歴
1984年
- 2月11日 - 神奈川県鎌倉市に生まれる。ただし、本籍地は長崎県長崎市にある。

1996年
- 4月 - 私立武相中学校に入学する。その後同校を退学し、鎌倉市立岩瀬中学校に転入する。

1999年
- 4月 - 私立相洋高等学校に入学後、わずか3日で中退する。

2000 年
- 大学入学資格検定に合格後、米国カリフォルニア州マウンテンビューに留学する。

2002年
- 4月 - 早稲田大学商学部に入学する。入学後、複数のインターン、学生ベンチャーの創業や役員を経験する。

2006年
- 2月 - 大学卒業を目前に、アズ株式会社[1]を創業する。
- 3月 - 早稲田大学商学部を卒業する。

2011年
- 1月 - シクロマーケティング株式会社（後にランサーズへ売却）を設立、取締役に就任する。

2012年
- 5月7日 - アズグループホールディングス株式会社を設立、代表取締役に就任する。
- 12月7日 - 九州大学アントレプレナーシップI・IIにて、非常勤講師として登壇する[2]。

2013年
- 6月 -武蔵野学院大学ＳＭＢ研究所の所長に就任 [3]。

2014年
- 4月 - 武蔵野学院大学国際コミュニケーション学部において、ビジネスコミュニケーション講師に就任する。
- 6月 - 投資塾、アルケミストアカデミー、平成松下村塾で講師を務める。
- 10月 - 株式会社デジタルデザイン（現・SAMURAI&J PARTNERS株式会社）取締役に就任し、同社の株式269,100株を取得する[4]。外部企業と連携して事業開発したクラウド型デジタルサービス『BizIT（ビズイット）』が、平成26年度補正予算にて総務省が実施する「ふるさとテレワーク推進のための地域実証事業」の地域実証事業の委託先[5][6]として、山形県高畠町において採択された。
- 自身の創業したアズ株式会社と株式会社WEIC社(現Sales Robotics)が業務資本提携を締結し、WEIC社の株式を保有すると共に超速アポハンターを開発する。

2015年
- 3月 - レジリエンスジャパン推進協議会でワーキンググループ[7]に評議委員として参加する。
- 4月 - ハーモニーフォーピース財団主催「第二回国際平和コンサート」[8]実行委員会名誉委員長を務める。
- 7月 - 狭山市長選挙に出馬する。得票数は7,966票で当選は果たせなかった。
- 9月 - 早稲田大学　新進気鋭の講師陣と考える「ビジネスとデザインの融合」シンポジウム[9]に「WASEDA-EDGE人材育成プログラム」運営委員兼講師として、パネルディスカッションに登壇する。
- 11月 - 株式会社デジタルデザインの子会社であるDDインベストメント株式会社の代表取締役に就任する。地方創生事業「株式会社自治体構想（カブジチ構想）」に着手する。当時の知己には、株式会社SIIISの杉山隆志、元佐賀県武雄市長の樋渡啓祐らがいる。後に一般財団法人カブジチコンソーシアム[10]の設立を支援し、みやきまち株式会社、錦江町ゆうき株式会社、welcome to いせしま株式会社[11]の設立を支援する。

2016年
- 2月 - 衆議院予算委員会公聴会[12]に出席し、日銀の金融政策と今後発生しうるリスク・対策について、意見を述べる。
- 7月 - 地域創生セミナー「レジリエンスコミュニティの創造3」レジリエンス経営のすすめ（原宿テレビ）[13]で講演を行う。
- 8月 - 株式会社創藝社をM&Aし、代表取締役CEO（最高経営責任者）に就任する[14]。
- 12月 - 九州大学に非常勤講師[15]として就任する。

2017年
- 3月6日 - 株式会社デジタルデザインの取締役を辞任する。これに伴い、デジタルデザイン側も既に佐賀県みやき町との間で協定を締結していた「カブジチ構想」事業からの撤退を、同年3月17日付で表明した[16]。
- 6月1日 - 株式会社オウケイウェイヴのエグゼクティブ・アドバイザーに就任する。ブロックチェーンを活用した新規事業、提携事業、ファイナンス、経営企画を通じた事業拡大への寄与、および創藝社のコンテンツを利用したEC事業とのシナジー創出が期待された[17]。[17]
- 9月 - 株式会社オウケイウェイヴ取締役に就任[18]、CBCO（チーフ・ブロックチェーン・オフィサー）となる。
- 9月 - 松田の様々な疑惑を報じるアクセスジャーナルに対し、事実無根として記事削除を求める仮処分を東京地裁に申し立てる。東京地方裁判所民事9部平成29年（ヨ）第2834号投稿記事削除仮処分命令申立事件（債権者　松田元、債務者　アクセスジャーナル）
- 12月 - NEO Blockchain Contest Kickoff Event に登壇[19]した。
- 12月 - アクセスジャーナルに対しての投稿記事削除仮処分命令申立事件は、文章の一部修正と松田側の反論文を掲載することで双方が和解し、終結した。

2018年
- 3月 - Vietnam Blockchain Week 2018のパネルディスカッションに登壇した。
- 5月15日 - オウケイウェイヴが主体として事業開発・技術支援をした仮想通貨「Wowbit」（運営主体はWowoo）が、取引所（外国仮想通貨交換業者[20]）への上場を果たす[21][22]。
- 7月25日 - 株式会社オウケイウェイヴ代表取締役社長に就任し、同社は兼元謙任代表取締役会長との2名代表制となる[23]。
- 9月10日 - ACU（アメリカ保守連合）関連団体のブロックチェーンアドバイザーに就任した。[24]

2019年
- 4月 - Sales Robotics 全株式をヒトコミュニケーションズに売却する。
- 10月11日 - ビート・ホールディングス・リミテッドの最高技術責任者（CTO）に就任[25]。
- 11月29日 - ビート・ホールディングス・リミテッドの最高経営責任者（CEO）に就任[26]。

2020年
- 4月14日 - 株式会社オウケイウェイヴ代表取締役社長を辞任[27]。
- 4月20日 - 株式会社オウケイウェイヴ株式の取引における調査報告が実施され、適切な取引であったことが確認された[28]。

2021年
- 7月9日 - ビート・ホールディングス・リミテッドの最高経営責任者（CEO）を退任[29]。
- 7月 - Noteページ内にてメンバーシップ「世界の終わりの歩き方」を開設。各種投資や日々の鍛錬のことなど情報をこまめに発信。
- 9月 - GFA Capital株式会社代表取締役に就任。

2022年
- 3月 - 株式会社SDGs technology代表取締役に就任。
- 3月 - ピクセルカンパニーズ株式会社 取締役に就任。

2023年
- 4月 - クレーンゲームジャパン株式会社 取締役に就任。

2024年
- 6月 - GFA株式会社 取締役に就任。

2025年
- 4月 - GFA株式会社 代表取締役に就任。

## メディア出演
2009年
- 4月 朝日新聞デジタル[30]
- 6月 ダイヤモンドオンライン[31]
- 12月がっちりマンデー「営業の代理でがっちり」[32]

2012年
- 6月プレジデントオンライン[33][34][35]

2013年
- 9月朝まで生テレビ「雇用と若者」（2013年9月27日）[36]

2016年
- 2月 TOKYO MX『未来展望～～トップリーダーの集い～』[37]出演
- 4月 LEADER'S ONLINE　インタビュー記事
- 10月 佐賀新聞LIVE[38]

2017年
- 4月 佐賀新聞LIVE[39]
- 12月 佐賀新聞LIVE[40]

2018年
- 2月 ITmedia ビジネスオンライン[41]
- 2月 うなばらゆうのおいしい社長　松田元社長 世界は逆転する 仮想通貨 ブロックチェーン ICO[42]出演
- 4月 佐賀新聞LIVE[43]
- 4月 ラジオNIKKEI菅下清廣の有望成長企業を探せ！（2018年4月24日）出演
- 5月 ベンチャータイムス 松田元氏へ独占インタビュー！OKWAVE×Wowooの仕掛け人が語る仮想通貨の未来とは！？[44]
- 5月 APPTIMES Wowbit上場記念～Wowooニコルス氏・OKfinc松田氏・ビットコインジーザス三者対談[45]
- 6月 BUSINESS INSIDER ｢ビットコインの神｣が語る、仮想通貨の未来[46]
- 7月 NEWSWITCH今年上期の上場企業新社長は310人、最年少は2人の34歳[47]
- 8月 BSフジ　ＯＴＯＳＥＮ[48]出演
- 8月 日中ブロックチェーン交流会[49]において、国土交通副大臣秋元司、金融庁総合政策局審議官水口純らとパネルディスカッションに登壇。[50]。同イベントでは、衆議院議員 IT戦略特命委員長平井卓也らに加え、中国のVIPが多数ゲストとして参加
- 10月 マイナビニュース「信用経済」に続く”感謝で回る経済圏”、その現状と展望」
- 11月 フジサンケイビジネスアイ「【トップは語る】オウケイウェイヴ　“感謝”を可視化し、経済圏を創る」
- 11月 フジサンケイビジネスアイ「【ブロックチェーンの時代】（中）イノベーション加速が必須　オウケイウェイヴ松田社長に聞く」
- 11月 フジサンケイビジネスアイ「【ブロックチェーンの時代】（下）民主主義における仮想通貨の役割とは」

2019年
- 2月 THE21 ONLINE「「いいこと」をした人が必ず報われる世界をブロックチェーンで実現する」
- 4月 ラジオNIKKEI「菅下清廣の有望成長企業を探せ！第26回」出演
- 4月 ラジオNIKKEI「この企業に注目！相場の福の神」出演
- 5月 Biz/Zine連載「顧客を成功へ導く「カスタマーグロース」とは 」
- 8月 Coin Plus「オウケイウェイヴ・松田元氏が語る「ブロックチェーンの未来」と仮想通貨の投資初心者に必要な3つの視点 」
- 10月 ビジネス+IT「お金で評価が買えるネットはもう限界」OKウェイヴ松田社長が見据える評価経済の先」
- 10月 ビジネス+IT「感謝経済とは？「資本主義はまだ勝っていない」、ブロックチェーンで作る粋な未来」

2020年
- 2月 米国最大の保守派組織ACUが主催する「CPAC2020」にて登壇（Youtubeはこちら）
- 6月 「暗号メッセンジャーアプリの正式版リリース及び財布機能の拡充に関するお知らせ」の通り、暗号メッセンジャーアプリ「Crypro Messenger Wallet」をリリース。暗号化されたメッセージング機能、暗号化された音声データへの変換機能、暗号資産の財布機能、大規模コミュニティの効率的運営を可能とするコミュニティ機能、ブロックチェーン利用による匿名性の確保などが基本機能として搭載された。
- 6月 「ブロックチェーンSNS アプリ「Inou」の正式版リリースに関するお知らせ」及び「（続報）ブロックチェーンSNS アプリ「Inou」の正式版リリースに関するお知らせ」の通り、ブロックチェーンの技術により投稿の偽造・改竄やなりすましがほぼ不可能で、ブロックチェーン上で動作するSNSアプリ「Inou」をリリース。投稿した文字・写真・音声・動画の共有、GPS機能により現在地付近の情報をアプリ画面上に表記する機能、外国語翻訳機能が搭載された。
- 7月 暗号メッセンジャーアプリ「Crypro Messenger Wallet(CMWT)」の紹介資料を公開「会話に自由を。遊びを仕事に。個人情報を暗号化するメッセンジャーアプリ」
- 7月 ブロックチェーンSNSアプリ「Inou」の紹介資料を公開「情報を持ち寄り、地図をアップデートするアプリ」

2021年
- 2月 「CMWTの米国版「BeatChat US」リリース及び「CPAC2021」を通したInouのマーケティング強化に関するお知らせ」の通り、「Crypro Messenger Wallet(CMWT)」の米国版「BeatChat US]を米国とカナダにてリリース。
- 2月 米国最大の保守派組織ACUが主催する「CPAC2021」にて登壇（Youtubeはこちら）
- 3月 夕刊フジzakzak 経済ニュース　「日本製アプリが米国の選挙を変えるか　ビート・ホールディングス・リミテッドのＳＮＳ「Ｉｎｏｕ」　透明性の高いＳＮＳの需要高まる」
- 3月 夕刊フジzakzak 経済ニュース　「ＳＮＳ「Ｉｎｏｕ」で公正な米選挙実現へ　ビート・ホールディングス・リミテッドとヘリテージ財団が協議へ」
- 3月 日刊ゲンダイ DIGITAL「日本製のSNSアプリが米大統領選の“不正疑惑”を解消する？」
- 4月 「北米における事業に関するお知らせ」の通り、米国大統領選挙のイシューとなった不正投票疑惑を根絶するため、ブロックチェーンSNS アプリ「Inou」の基幹技術を活用し、投票者の位置・時間・過去の行動特性などをブロックチェーン上に刻んだ上で投票が可能となり、偽造・改ざんやなりすましはほぼ不可能な機能を追加開発を決定。

2025年
- 6月 ラジオNIKKEI「この企業に注目！相場の福の神 6月12日」

## 著書
- 躍進する若手起業家15の挑戦（2009,ブレインワークス） ISBN 978-4-7782-0103-6
- 時給800円のフリーターが3年で年収1000万円に変わる仕事術（2012, KADOKAWA） ISBN 978-4-04-602785-6
- めんどくさいことの9割は捨てていい(2015, KADOKAWA) ISBN 978-4-04-601193-0
- 世界の終わりの歩き方(2016, 双葉社) ISBN 978-4-575-31122-8
- レジリエンス経営のすすめ（2016, 日本地域社会研究所） ISBN 978-4-89022-188-2
- 時給800円のフリーターが3年で年収1億円に変わる起業術（2017,KKロングセラーズ） ISBN 978-4-8454-2410-8
- 世界は逆転する（2017, 創藝社） ISBN 978-4-88144-241-8
- いい人がお金に困らない仮想通貨新時代のルール（2018, KKロングセラーズ） ISBN 978-4-8454-2423-8